# معاهدة وارسو (1920)
كانت معاهدة وارسو (تسمى أيضًا التحالف أو الاتفاق البولندي الأوكراني أو تحالف بتليورا بيوسودسكي) التي أُبرمت في أبريل 1920 تحالفًا عسكريًا اقتصاديًا بين الجمهورية البولندية الثانية، ممثلة بجوزيف بيلسودسكي، وجمهورية أوكرانيا الشعبية، ممثلة بسيمون بتليورا، ضد روسيا البلشفية. وُقعت المعاهدة في 21 أبريل 1920، وأُضيف ملحق عسكري في 24 أبريل.
بحث بيلسودسكي عن حلفاء ضد البلاشفة، قبل هجوم كييف، وأمل في إنشاء اتحاد بلاد ما بين البحرين. رأى بتليورا أن التحالف هو الفرصة الأخيرة لإنشاء أوكرانيا المستقلة.
لم يدم تأثير المعاهدة. استمرت الحرب البولندية السوفيتية ووُزعت الأراضي المعنية بين روسيا وبولندا وفقًا لمعاهدة ريغا عام 1921. قُسمت الأراضي التي تطالب بها الحركة الوطنية الأوكرانية بين جمهورية أوكرانيا الاشتراكية السوفيتية في الشرق وبولندا في الغرب (غاليسيا وجزء من فولينيا).

## الأهمية
بالنسبة لبيوسودسكي، أضفى هذا التحالف شرعية على حملته الخاصة باتحاد بلاد ما بين البحرين بسبب الجهود الدولية المشتركة، كما أمَّن التحالف جزءَا من الحدود الشرقية لبولندا، ووضع الأساس لدولة أوكرانية يهيمن عليها البولنديون بين روسيا وبولندا. بالنسبة لبتليورا، كانت هذه فرصة أخيرة للحفاظ على الدولة، وعلى الأقل الاستقلال النظري لقلب أوكرانيا، حتى مع قبول خسارة الأراضي الأوكرانية الغربية لصالح بولندا.

## النتائج
تعرض كل من بيلسودسكي وبتليورا لانتقادات من فصائل أخرى داخل حكوماتهم ودولهم. واجه بيلسودسكي معارضة شديدة من الديمقراطيين الوطنيين بزعامة دموفسكي، ممن عارضوا استقلال أوكرانيا. تعرض بتليورا بدوره لانتقادات من قبل العديد من السياسيين الأوكرانيين لإبرامه اتفاقًا مع البولنديين والتخلي عن غرب أوكرانيا. كما أدان ميخايلو هروشيفسكي، رئيس المجلس المركزي الذي يحظى باحترام كبير، التحالف مع بولندا وأدان ادعاء بتليورا بأنه تصرف نيابة عن جمهورية أوكرانيا الشعبية. ارتاب العديد من الأوكرانيين بشكل عام من الاتحاد مع البولنديين، خاصة في ضوء العلاقات التاريخية المتوترة بين الدولتين، وقد استقبل الأوكرانيون في غاليسيا التحالف استقبالًا قاسيًا إذ عدوه خيانة لهم؛ أُحبطت محاولتهم لإقامة دولة تحت اسم جمهورية غرب أوكرانيا الشعبية، بحلول يوليو 1919، وتقرر حينئذ دمجها في بولندا. غادر الزعيم السياسي الأوكراني الغربي، يفهين بتروشيفيتش، الذي أعرب عن معارضته الشديدة للتحالف، إلى المنفى في فيينا. انضم أشتات الجيش الاوكراني الغاليسي، القوة المدافعة عن الدولة الأوكرانية الغربية، الذين يُقدر عددهم بنحو 5000 مقاتل، على الرغم من تفشي وباء الحمى النمشية، إلى البلاشفة في 2 فبراير 1920 ليكوّنوا الجيش الأوكراني الغاليسي الأحمر المستجد. انقلبت القوات الغاليسية ضد الشيوعيين في وقت لاحق، وانضمت إلى قوات بتليورا عندما أُرسلت ضدهم، ما أسفر عن اعتقالات جماعية وحل الجيش الغاليسي الأحمر.
أكد بيوسودسكي في 26 أبريل، في «ندائه إلى شعب أوكرانيا» أن «الجيش البولندي لن يبقى إلا للضرورة حتى تسيطر حكومة أوكرانية شرعية على أراضيها». تبنى العديد من الأوكرانيين موقفًا مناهضًا لبولندا بالكامل بنفس قدر معاداتهم للبلاشفة، واستاءوا من التقدم البولندي، الذي عده كثيرون مجرد نوع جديد من الاحتلال خاصة في أعقاب الهزيمة السابقة في الحرب البولندية الأوكرانية. حارب الأوكرانيون بنشاط الغزو البولندي ضمن التشكيلات الأوكرانية للجيش الأحمر. يؤكد بعض الباحثين على أثر الدعاية السوفيتية في استنفار المشاعر السلبية لدى الأوكرانيين تجاه العملية البولندية والتاريخ البولندي الأوكراني على نحو عام.
أسفر التحالف بين بيوسودسكي وبتليورا عن 15,000 جندي أوكراني متحالف يدعمون البولنديين في بداية الحملة، وزاد العدد إلى 35,000 من خلال التجنيد والهروب من الجانب السوفيتي أثناء الحرب. كان العدد مع ذلك أقل بكثير من المتوقع، وفشل التحالف المتأخر مع بولندا في تأمين استقلال أوكرانيا، إذ لم يتمكن بتليورا من جمع أي قوات كبيرة لمساعدة حلفائه البولنديين.
استولى تحالف بيلسودسكي بتليورا على المدينة في 7 مايو، خلال هجوم كييف. كتبت آنا إم. سينسيالا: «لم تأت الانتفاضة الأوكرانية المتوقعة ضد السوفييت. فقد دمرت الحرب أوكرانيا؛ كما كان جُل الشعب أميًا ولم يطور وعيه الوطني. وأخيرًا، لم يثقوا في البولنديين الذين شكلوا جزءًا كبيرًا من طبقة ملاك الأراضي في أوكرانيا حتى عام 1918».
أدت الانقسامات داخل الفصائل الأوكرانية نفسها، مع معارضة العديد من البولنديين تمامًا كما عارضوا السوفييت، إلى تقليل التجنيد في القوات البتليورية الموالية لبولندا. لم تتمكن قوات بتليورا في النهاية من حماية الجناح الجنوبي البولندي وإيقاف السوفييت، كما كان يأمل بيوسودسكي. تراجع البولنديون آنذاك أمام الهجوم السوفيتي المضاد ولم يتمكنوا من حماية أوكرانيا من السوفييت بأنفسهم.
استعاد السوفييت كييف في يونيو. هُزمت قوات بتليورا الأوكرانية المتبقية على يد السوفييت في نوفمبر 1920. كان البولنديون والسوفييت، بحلول ذلك الوقت، قد وقَّعوا بالفعل على هدنة وأجروا مفاوضات حول اتفاقية للسلام. وجدت الأراضي الأوكرانية نفسها، بعد معاهدة سلام ريغا بين البولنديين والسوفييت في العام التالي، منقسمة بين جمهورية أوكرانيا الاشتراكية السوفيتية في الشرق، وبولندا في الغرب (غاليسيا وجزء من فولينيا). شعر بيلسودسكي أن الاتفاق كان بمنزلة حسابات سياسية مخزية وقصيرة النظر. يُزعم أنه قال للأوكرانيين الذين انتظروا نتائج مؤتمر ريغا خارج الغرفة: «أيها السادة، أعتذر بشدة إليكم». قدمت بولندا، على مدى السنوات القادمة، بعض المساعدات لمؤيدي بتليورا في محاولة لزعزعة استقرار أوكرانيا السوفيتية (انظر بروميثزم)، لكنها لم تستطع تغيير حقيقة أن العلاقات البولندية الأوكرانية ستستمر في التدهور على نحو مطرد خلال فترة ما بين الحربين العالميتين. أسرّ بيوسودسكي إلى مساعده قبل شهر واحد من وفاته قائلًا: «حياتي أُهدرت. فشلت في خلق أوكرانيا بلا روس».